# Alpaida variabilis
Alpaida variabilis este o specie de păianjeni din genul Alpaida, familia Araneidae. A fost descrisă pentru prima dată de Keyserling, 1864.
Este endemică în Columbia. Conform Catalogue of Life specia Alpaida variabilis nu are subspecii cunoscute.